# 三岸せいこ
三岸 せいこ（みつぎし せいこ、4月24日 - ）は、日本の漫画家。青森県出身、血液型B、女性。代表作は『ヴィクトローラきこゆ』『夢みる星にふる雨は…』。
1978年、『スパンクさんのにわとり小屋で』（りぼんデラックス春の号）でデビュー。その後、「りぼん」増刊号の『夏の扉をあけて』を経て、『水曜日微笑の森にて』から同年に創刊された「ぶ～け」および、「ぶ～けデラックス」へ活躍の場を移す。以後、精力的に作品を「ぶ～け」両誌上に発表。単行本が2巻発行されるが、1983年の『夜行列車にのって』以降、作品が発表された形跡は無い。
主にSF、ファンタジー、童話系漫画を得意とする。儚げで透明感のある画風が特徴。ストーリーは叙情的でノスタルジーを感じさせるものが多い。
活動時期が約5年。刊行数は2。発表作は全13作。と寡作な上、主な活躍の場が「ぶ～け」なので知名度は低く、作者自身も『ハーイ!せいこです!!』で「三岸せーこってマンガ書き知っとるか。知らん? そーだろ、俺、色んな奴に訊いたけど、誰も知らんって言うんだ」と、アシスタントである友人の夫に語らせて自虐ネタにしている。

## 主な作品
データは主に三岸せいこ全作品リストより。
発行がISBN導入以前の時期なので、まだ初版単行本にISBNはない。

### 単行本
- 『ヴィクトローラきこゆ』（集英社《ぶ～けコミックス》BC10）初版発行1981年 4月20日。
  - ヴィクトローラきこゆ - 1979年「ぶ～け」11月号掲載。表題作。
  - スパンクさんのにわとり小屋で - 1978年「りぼんデラックス」春の号掲載。デビュー作。
  - 夏の扉をあけて - 1978年「りぼん」夏休み増刊号掲載。
  - 水曜日 微笑の森にて - 1978年「ぶ～け」11月号掲載。微笑は「ほほえみ」ではなく「びしょう」と読む。
  - ねむり娘と夢男 - 1979年「ぶ～け」3月号掲載。
  - ブルーベル小路へいこう - 1979年「ぶ～け」7月号掲載。
  - ハーイ!せいこです!! - 作者の後書き頁。1P
- 『夢見る星にふる雨は…』（集英社《ぶ～けコミックス》BC36）初版発行1982年 10月20日。
  - 夢見る星にふる雨は… - 1981年「ぶ～けデラックス」9月10日号掲載。表題作。
  - ミセス・ロビンソンの庭 - 1980年「ぶ～け」2月号掲載。1980年に発表された唯一の作品。
  - ものみな緑の春の姫 - 1981年「ぶ～けデラックス」5月号掲載。『ぱふ』1982年1月号のインタビューで、作者が自作で一番気に入ったと挙げた作品（「ベルベイン夫人にすっかりなりきった気分だったので」が理由）[5]。
  - リフレイン - 1982年「ぶ～け」2月号掲載。
  - ハーイ!せいこです!! - 作者の後書き頁。2P

### 単行本未収録作品
- グリーン・スリーヴス - 1981年「ぶ～けデラックス」2月10日号掲載。
- ドーンを待ちながら - 1982年「ぶ～けデラックス」9月10日号掲載。
- 夜行列車にのって - 1983年「ぶ～けデラックス」2月10日号掲載。商業誌で確認可能な最期の発表作品[6]。